# Liu Ying (cyclisme)
Pour les articles homonymes, voir Liu Ying.
Dans ce nom, le nom de famille, Liu, précède le nom personnel.
Liu Ying née le 23 novembre 1985 à Jiangsu, est une coureuse cycliste chinoise, spécialiste de VTT cross-country.

## Biographie
Liu Ying est la deuxième chinoise a remporté une manche de la Coupe du monde de cross-country, cinq mois après sa compatriote Ren Chengyuan en 2007.

## Palmarès en VTT

### Jeux olympiques
- Pékin 2008
  - 12e de l'épreuve cross-country

### Championnats du monde
- Cairns 2006
  -  Médaillée d'argent du cross-country espoirs
- Fort William 2007
  -  Championne du monde du cross-country espoirs

### Coupe du monde
- Coupe du monde de cross-country
  - 8e en 2007 (1 manche)

### Championnats d'Asie
- 2006
  -  Médaillée de bronze du cross-country
- 2007
  -  Championne d'Asie de cross-country
- 2008
  -  Médaillée d'argent du cross-country
- 2009
  -  Médaillée de bronze du cross-country
- 2011
  -  Médaillée de bronze du cross-country

### Championnats de Chine
- 2007
  -  Championne de Chine de cross-country

### Autres
- 2006
  - 2e de Vallnord (cross-country)
  - 3e de Hondsrug Classic (cross-country)
- 2007
  - Val d`Isere (cross-country)
  - Hasliberg (cross-country)
  - 2e de Hardwood Hills (cross-country)